# 714 Ulula
A 714 Ulula (ideiglenes jelöléssel 1911 LW) a Naprendszer kisbolygóövében található aszteroida. Joseph Helffrich fedezte fel 1911. május 18-án.